# Macrothele amamiensis
Macrothele amamiensis is een spinnensoort uit de familie Macrothelidae. De soort komt voor in Riukiu-eilanden.